# Simple Railroad Command Protocol
Das Simple Railroad Command Protocol (SRCP) ist ein auf TCP/IP basierendes Protokoll, das eine einheitliche Kommunikation zwischen Modellbahn-Software und -Hardware ermöglicht. Dabei sorgt ein so genannter SRCP-Server dafür, dass ein oder mehrere SRCP-Clients auf die Modellbahnhardware zugreifen können, ohne auf herstellerspezifische Besonderheiten Rücksicht nehmen zu müssen. Die SRCP-Clients können modular zusammengestellt werden und unterschiedliche Aufgaben übernehmen, wie z. B. Lokomotivsteuerung oder Gleisstellwerkfunktionen.
Das Protokoll wurde 2000 in der Newsgroup de.rec.modelle.bahn ins Leben gerufen, da zu dieser Zeit bereits einige Modellbahnhersteller ihre Modellbahninterfaces mit unterschiedlichen, nicht zueinander kompatiblen Protokollen ausgestattet hatten. Vorläufer und erste Ideen zu einem IP-basierten Protokoll stammen aus dem Jahr 1998.
Im Januar 2007 wurde von der IANA die Portnummer 4303 zugewiesen. SRCP wird unter anderem von Digital Direct for Linux und Rocrail verwendet.